# Construccions de pedra seca (Granyena de les Garrigues)
Construccions de pedra seca és una obra de Granyena de les Garrigues (Garrigues) inclosa a l'Inventari del Patrimoni Arquitectònic de Catalunya.

## Descripció
És una cabana encarada cap a l'est feta a partir de grans carreus de pedra sense desbastar. No s'ha fet servir cap tipus d'argamassa per unir-los. Té volta plana. Destaca la llinda de la porta, feta amb una biga de fusta. Avui es troba en un estat força dolent de conservació, té algunes pedres caigudes, hi ha hagut un esllaviçament a la part posterior i la fusta està molt malmesa.